# André Bareau
André Bareau (31 de dezembro de 1921 - 2 de março de 1993) foi um eminente budólogo francês e um líder no estabelecimento de um campo de estudos budistas no século XX. Ele foi professor no Collège de France de 1971 até 1991 e direto de estudos de filosofia budista na L'École Pratique des Hautes Études.